# أوجوستوا دومينغوس كويبيتو
أوجوستوا دومينغوس كويبيتو (30 أغسطس 1987 بماتوسينهوس في البرتغال - ) هو لاعب كرة قدم برتغالي في مركزي الدفاع وحراسة المرمى. لعب مع موريرينسي ونادي ريبيراو ونادي كريتيل وF.C. Infesta ‏.

## روابط خارجية
- أوجوستوا دومينغوس كويبيتو على موقع قاعدة بيانات كرة القدم.إي يو (الإنجليزية)
- أوجوستوا دومينغوس كويبيتو على موقع Soccerway.com (الإنجليزية)
- أوجوستوا دومينغوس كويبيتو على موقع عالم كرة القدم.نت (الإنجليزية)